# Joanna Jędryka
Joanna Jędryka, właśc. Stanisława Jędryka (ur. 1 stycznia 1940 w Trembowli) – polska aktorka filmowa i teatralna. Występowała również jako Joanna Jędryka-Chamiec  i Joanna Chamiec.

## Życiorys
Absolwentka Wydziału Aktorskiego Państwowej Wyższej Szkoły Filmowej, Telewizyjnej i Teatralnej im. Leona Schillera w Łodzi (1965).
Debiutowała w 1965. Była związana z Teatrem im. Jaracza w Łodzi (1965–1968), Teatrem Ateneum w Warszawie (1968–1980) i warszawskim Teatrem Kwadrat (1980–89). Występuje w filmach, serialach, gra w teatrze, nagrywa słuchowiska radiowe. Wzięła również udział w reklamach telewizyjnych.
W 1979 wystąpiła w roli Niny Ponimirskiej w spektaklu Kariera Nikodema Dyzmy (Teatr Polskiego Radia, reż. Juliusz Owidzki, 1979).
W 1995 została wyróżniona przez Zespół Artystyczny Teatru Polskiego Radia nagrodą Wielki Splendor.

## Życie prywatne
Żona Jerzego Chociłowskiego. Była związana również z Krzysztofem Chamcem i Stanisławem Jędryką.

## Filmografia

### Aktorka
- 1961: Dwaj panowie N – Elżbieta, dziewczyna głównego bohatera
- 1964: Rękopis znaleziony w Saragossie – Zibelda, księżniczka mauretańska
- 1965: Wyspa złoczyńców – „Zaliczka”, asystentka profesora Opałki
- 1965: Kapitan Sowa na tropie – Jolanta Suchecka (odc. 3)
- 1969: Przygody pana Michała – Anusia Borzobohata-Krasieńska
- 1969: Jak rozpętałem II wojnę światową – Teresa
- 1967–1968: Stawka większa niż życie – Basia Borzemska
- 1970: Pułapka – Wanda, żona mjr Rainera
- 1970: Dzięcioł – Irena, koleżanka Stefana z pracy
- 1971: Kocie ślady – Hanka, kierowniczka szkoły
- 1974: Gra z cyklu Najważniejszy dzień życia – Danka, córka Melanii Kicały
- 1976: Znaki szczególne – Halina
- 1978: Zielona miłość – pielęgniarka
- 1980–2000: Dom – Regina, była żona Adama
- 1984: 5 dni z życia emeryta – Krystyna, partnerka Adama Bzowskiego
- 1984: Umarłem, aby żyć
- 1994: Panna z mokrą głową – matka Podkówki
- 1994: Panna z mokrą głową – matka Podkówki (odc. 5 i 6)
- 2003–2005: Czego się boją faceci, czyli seks w mniejszym mieście – matka Gustawa
- 2004–2006: Pensjonat pod Różą – pisarka Wanda Mroczkiewicz, matka Iwy
- 2000–2010: M jak miłość – Krystyna Cholakowa
- 2002–2010: Samo życie – Helena Wolińska
- 2004: Glina – matka Elżbiety Zarębskiej (odc. 11 i 12)
- 2008: Jeszcze raz – matka Tomusia

### Polski dubbing
- 1973: Stawiam na Tolka Banana – Krysia „Karioka”
- 1976: Ja, Klaudiusz − Wipsania
- 1980: Figle z Flintstonami
- 1982: Tajemnica IZBY
- 1987–1990: Kacze opowieści (nowy dubbing)
- 1992: Tęczowe rybki
- 1992–1998: Batman
- 1993: Albert, piąty muszkieter – Milady
- 1995–2001: Mały Miś
- 1996–2004: Hej Arnold! (stary dubbing) – Babcia
- 1997: Świat królika Piotrusia i jego przyjaciół
- 1998: Rodzina Addamsów: Zjazd rodzinny
- 1998–1999: Szalony Jack, pirat – Jedna z wiedźm (odc. 1)
- 2000: Filmy z serii Bajki rosyjskie (Czarodziejski skarb, Królewna żabka, Złota antylopa, Wyrwidąb, O dzielnej Oleńce i jej braciszku, Farbowany lis)
- 2001: Harry Potter i Kamień Filozoficzny – Molly Weasley
- 2001: Maluchy spod ciemnej gwiazdki – Babcia Winchester
- 2002: Królewska broda
- 2002: Harry Potter i Komnata Tajemnic – Molly Weasley
- 2003: Dzieci pani Pająkowej ze Słonecznej Doliny
- 2004: Pani Pająkowa i jej przyjaciele ze Słonecznej Doliny
- 2004: Ruchomy zamek Hauru – Stara Sophie
- 2004: Roboty
- 2004: Harry Potter i więzień Azkabanu – Molly Weasley
- 2004: Świnka Peppa – Świnka Babcia
- 2005: Tom i Jerry: Szybcy i kudłaci
- 2005: Charlie i fabryka czekolady – Babcia Josephina
- 2006: Co gryzie Jimmy’ego? (film)
- 2007: Harry Potter i Zakon Feniksa – Molly Weasley
- 2009: Harry Potter i Książę Półkrwi − Molly Weasley
- 2010: Harry Potter i Insygnia Śmierci – Molly Weasley
- od 2013: Sam i Cat – Nona, babcia Cat